# Arbetsutskott
Ett arbetsutskott, förkortat AU, är en utsedd grupp inom en större styrelse som har att bereda ärenden till styrelsemötena och också ofta hanterar mer löpande ärenden inom styrelsens mandat.
Arbetsutskottet i en kommunstyrelse brukar förkortas KSAU.